# 일본노동총동맹
일본노동총동맹(일본어: 日本労働総同盟 니혼로도소도메이[*])은 전전 일본의 노총이다. 약칭은 총동맹(総同盟).
1912년 스즈키 분지 등이 중심이 되어 결성된 우애회가 점차 좌경화되어 1919년 대일본노동총동맹우애회(大日本労働総同盟友愛会)로 개칭했다. 또 반사회주의적 태도에서 사회주의 입장으로 전향이 이루어져 1921년 일본노동총동맹으로 개칭되었다.
관동대지진 이후 일본에서는 공산주의자들과 사회민주주의자 사이의 대립이 첨예해졌다. 총동맹은 일본공산당 당원들을 노총에서 제명했고, 1925년 공산당계가 일본노동조합평의회를 만들어 나가면서 총동맹의 세력은 반토막이 났다. 이를 총동맹 제1차 분열이라고 한다.
1926년에는 제2차 분열로 일본노동조합동맹, 1929년 제3차 분열로 노동조합전국동맹이 각각 결성되었다. 그 결과 총동맹에는 사민주의 우파만 남아 현실주의, 반공주의, 협동주의를 이념으로 내걸게 되었다. 1932년에는 전국노동조합회의, 일본해원조합 등 11단체 28만 명으로 구성된 일본노동조합회의를 결성하여 당대 일본 최대의 노동운동세력이 되었다.
1935년 중간파의 전국노동조합동맹(전총)과 통합했지만, 1937년 중일전쟁이 터지자 “성전에 협력하기 위해 파업을 절멸할 것”을 선언하고 군국주의에 협력했다. 전쟁이 진행됨에 따라 좌익 노동조합들은 계속 탄압받아 붕괴하는 가운데 노총 간부들은 전쟁정책에 협력했다.
1939년 7월 대일본산업보국회(산보)와의 통합에 적극적이었던 전국노동조합동맹(전노)가 분열, 전노는 먼저 산보에 참여했다. 1940년 7월 총동맹은 자진 해산하고 산보에 흡수되었다.